# Stanisław Rurarz
Stanisław Rurarz (ur. 2 stycznia 1936) – polski żużlowiec.
Wychowanek Stali Gorzów Wielkopolski. Był kilkakrotnym reprezentantem swojego kraju. Po zakończeniu kariery sportowej zajął się biznesem, był m.in. dealerem Opla w Częstochowie.

## Starty w lidze
Liga polska
- Stal Gorzów Wielkopolski - (1952)
- Śląsk Świętochłowice/CSŻ Stal Świętochłowice - (1953–1958)
- Włókniarz Częstochowa - (1959–1971)

## Osiągnięcia
| Osiągnięcia:                       | Osiągnięcia: | Najwyższe: 9. miejsce w Finale Kontynentalnym (rok 1967) | Najwyższe: 9. miejsce w Finale Kontynentalnym (rok 1967) | Najwyższe: 9. miejsce w Finale Kontynentalnym (rok 1967) | Najwyższe: 9. miejsce w Finale Kontynentalnym (rok 1967) |
| Sezon                              | Miasto       | Msc                                                      | Pkt                                                      | Biegi                                                    | Uwagi                                                    |
| ↓ W barwach reprezentacji Polski ↓ |              |                                                          |                                                          |                                                          |                                                          |
| 1959                               | Londyn       | 13. miejsce w Ćwierćfinale Kontynentalnym                | 13. miejsce w Ćwierćfinale Kontynentalnym                | 13. miejsce w Ćwierćfinale Kontynentalnym                |                                                          |
| 1960                               | Londyn       | 10. miejsce w Finale Kontynentalnym                      | 10. miejsce w Finale Kontynentalnym                      | 10. miejsce w Finale Kontynentalnym                      |                                                          |
| 1961                               | Malmö        | 13. miejsce w Finale Kontynentalnym                      | 13. miejsce w Finale Kontynentalnym                      | 13. miejsce w Finale Kontynentalnym                      |                                                          |
| 1967                               | Londyn       | 9. miejsce w Finale Kontynentalnym                       | 9. miejsce w Finale Kontynentalnym                       | 9. miejsce w Finale Kontynentalnym                       |                                                          |

- finalista Indywidualnych Mistrzostw Polski:
  - 1958 (Rybnik) – 11. miejsce
  - 1969 (Rybnik) – 5. miejsce
  - 1960 (Rybnik) – 9. miejsce
  - 1962 (Rzeszów) – 14. miejsce
  - 1963 (Rybnik) – 8. miejsce
  - 1966 (Rybnik) – 15. miejsce
- złoty medalista Drużynowych Mistrzostw Polski z Włókniarzem Częstochowa w 1959.

## Inne ważniejsze turnieje
| Osiągnięcia: | Osiągnięcia: | 12. miejsce (1963) | 12. miejsce (1963) | 12. miejsce (1963) | 12. miejsce (1963) |
| Sezon        | Miasto       | Msc                | Pkt                | Biegi              | Kluby              |
| 1963         | Leszno       | 12                 | 1                  | (1,0,0,0)          | Częstochowa        |